# Rippin’ Riders Snowboarding
Rippin’ Riders Snowboarding — компьютерная игра в жанре симулятора сноуборда, разработанная японской компанией UEP Systems и выпущенная в 1999 году для Sega Dreamcast.

## Региональная разница
Rippin’ Riders первоначально была выпущена в Японии под названием Cool Boarders Burrrn. Для американского рынка продолжение Cool Boarders было решено выпустить под названием Rippin’ Riders Snowboarding. Это было связано с тем, что права на название Cool Boarders в США принадлежали Sony Computer Entertainment, чье подразделение 989 Studios издавало Cool Boarders 3 и Cool Boarders 4 для PlayStation.

## Критика
| Сводный рейтинг    | Сводный рейтинг |
| Агрегатор          | Оценка          |
| ------------------ | --------------- |
| GameRankings       | 69,89 %         |
| Иноязычные издания |                 |
| Издание            | Оценка          |
| Edge               | 5/10            |
| EGM                | 6,25/10         |
| Famitsu            | 30/40           |
| GameFan            | 64 %            |
| Game Informer      | 7/10            |
| GamePro            | [ 10 ]          |
| GameRevolution     | C               |
| GameSpy            | 7/10            |
| Next Generation    | [ 13 ]          |

Rippin’ Riders Snowboarding получила в целом благоприятные отзывы, согласно агрегатору рецензий GameRankings.

## Комментарии
1. ↑  В японии издавалась под названием Cool Boarders Burrrn, в Европе — под названием Snow Surfers.